# دره بوجانگ

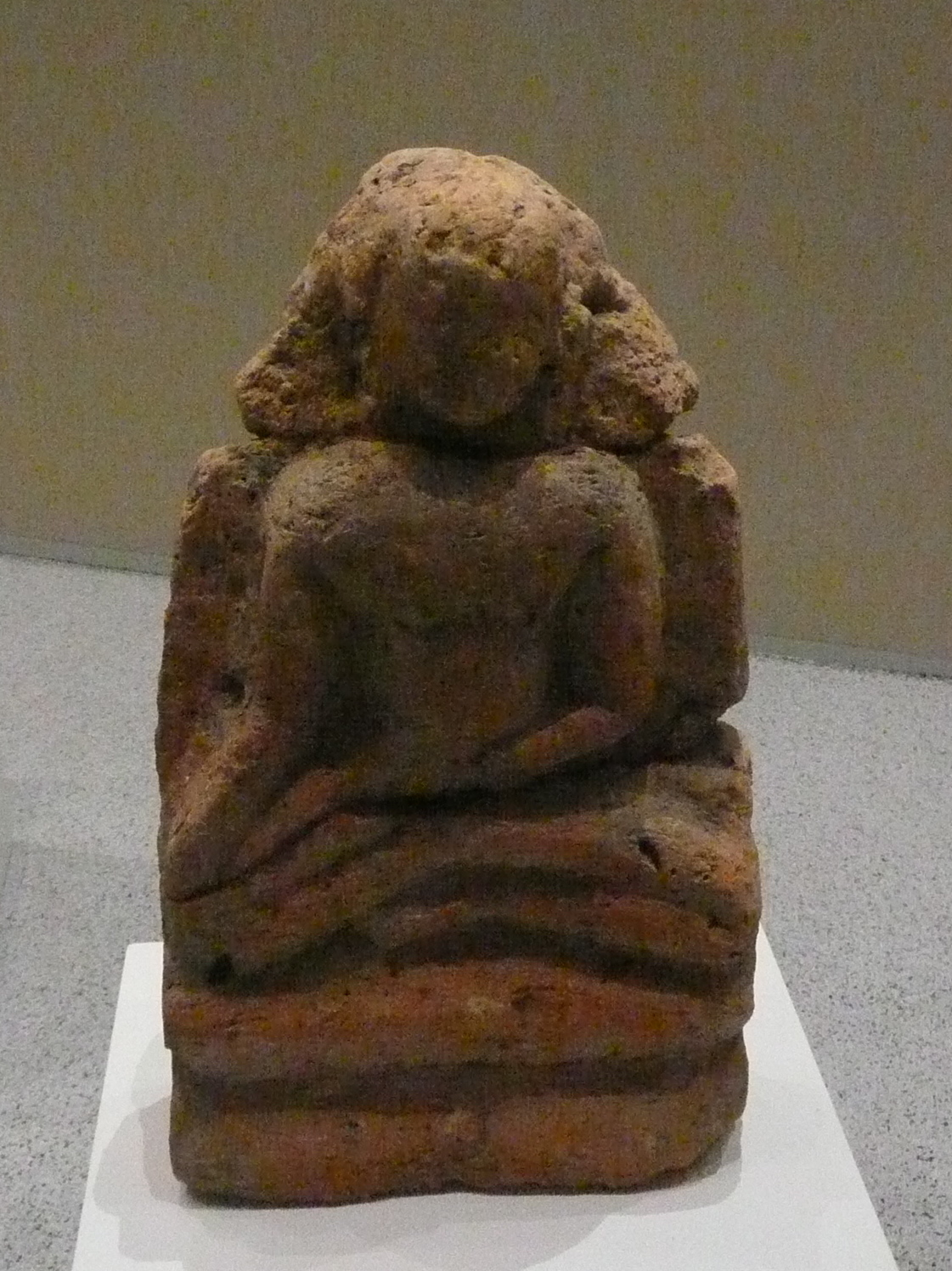
یک بوداسف نشسته به صورت تندیس تراکوتا

دره بوجانگ (به انگلیسی: Bujang Valley) (مالایی: Lembah Bujang) یک مجموعهٔ تاریخی وسیع، با مساحت تقریبی ۲۲۴ کیلومتر مربع (۸۶ مایل مربع) می‌باشد که میان کوه جرای در سمت شمال و رود مودا در سمت جنوب، نزدیک مربوک، کداح واقع شده است. این منطقه، غنی‌ترین ناحیه باستان‌شناسی در مالزی است.
بقایای باستان‌شناسی نشان می‌دهد که در این محل یک نظام بودایی وجود داشته است. در زبان سانسکریت لغت bhujanga به مار بزرگ اشاره می‌کند، بنابراین نام آن به‌طور تقریبی به دره مار ترجمه شده است. این منطقه شامل بقایای ویرانه‌هایی است که ممکن است قدمت آنها به ۲٬۵۳۵ سال قبل بازگردد. بیش از پنجاه معبد پاگودا قدیمی، به نام کَندی (تحت الفظی چَندی) از زیر خاک کشف گردیده است. سالم‌ترین و شکوهمندترین آنها در پنکالان بوجانگ، مربوک قرار دارد. موزه باستان‌شناسی دره بوجانگ که در اینجا وجود دارد به نام سونگای باتو هم معروف است، کاوش‌های شکل گرفته، بقایای سازه اسکله ای شکل، سایت‌های گدازگری آهن، و یک یادواره آجر رسی را آشکار کرده است که قدمت آنها به ۱۱۰ سال بعد از میلاد مسیح بازمی‌گردد و باعث شده است این سازه، به قدیمی‌ترین سازه دست‌ساز در جنوب شرقی آسیا به ثبت برسد.